# Herpsilochmus dorsimaculatus
El tiluchí dorsimanchado (Herpsilochmus dorsimaculatus), también denominado hormiguerito dorsipunteado (en Colombia) o tiluchí espalda manchada (en Venezuela), es una especie de ave paseriforme de la familia Thamnophilidae perteneciente al numeroso género Herpsilochmus. Es nativo del noroeste de la región amazónica, en América del Sur.

## Distribución y hábitat
Se distribuye en el sur de Venezuela (oeste y sur de Bolívar, Amazonas), este de Colombia (este de Guainía, este de Vaupés, este de Caquetá) y noroeste de la Amazonia brasileña (hacia el este hasta el río Trombetas en el noroeste de Pará).
Esta especie es considerada bastante común en el dosel y en los bordes de selvas húmedas de tierras bajas, debajo de los 400 m de altitud. Es la única especie de su género que aparece en el noroeste de la Amazonia en selvas de terra firme, bosques de igapó y caatingas amazónicas. Su área de distribución se sobrepone apenas parcialmente con el tiluchí del Roraima (H. roraimae) en el sureste de Venezuela, pero las dos especies se segregan altitudinalmente de forma casi completa.

## Descripción
Mide 11,5  cm de longitud y pesa entre 9,5 y 10,5 g. En ambos sexos, la larga cola presenta manchas blancas en la parte superior. El macho presenta la corona de color negro sólido, una larga lista superciliar blanca y línea ocular negra. El dorso es ampliamente listado y punteado de gris, negro y blanco, siendo esta la principal característica para su identificación visual, y de donde provienen tanto su nombre científico como común; las partes inferiores son grises. La hembra presenta puntos blancos en la corona y algunos puntos ocráceos en la frente; la face, garganta y pecho son de color pardo amarillento.

## Estado de conservación
Esta especie ha sido considerada como «preocupación menor» por la IUCN. Con base en modelos de deforestación de la Amazonia, se estima que sufra una pérdida de hábitat preferencial de alrededor del 9% a lo largo de tres generaciones, o 14 años. Dada la susceptibilidad de la especie a la fragmentación de los bosques, se estima que la población decaiga menos del 25% a lo largo de dichas tres generaciones.

## Comportamiento
Como otras especies de su género, habitualmente forrajea en pareja, bien alto en la copa de los árboles y frecuentemente acompañando bandas mixtas de alimentación.

### Alimentación
Su dieta consiste de insectos, incluyendo larvas de ortópteros y lepidópteros; probablemente también de arañas.

### Vocalización
El canto es una serie rápida de notas trinadas alegres, igualmente espaciadas, que bajan ligeramente en el timbre y la intensidad hacia el final.

## Sistemática

### Descripción original
La especie H. dorsimaculatus fue descrita por primera vez por el ornitólogo austríaco August von Pelzeln en 1868 bajo el mismo nombre científico; localidad tipo «Marabitanas, Río Negro, Amazonas, Brasil».

### Etimología
El nombre genérico masculino «Herpsilochmus» proviene del griego «herpō»: reptar, arrastrarse y «lokhmē»: matorral, chaparral; significando «que se arrastra por el matorral»; y el nombre de la especie «dorsimaculatus», deriva del latín «dorsi»: dorso, espalda y «maculatus»: punteado, manchado; significando «de dorso punteado o manchado».

### Taxonomía
Las relaciones de parentesco con las otras especies de su género no están claras. Es monotípica, o sea, no posee subespecies.